# 帕爾季贊西克 (沃倫斯基新城區)
50°42′18″N 27°20′24″E / 50.70500°N 27.34000°E
帕爾季贊西克（烏克蘭語：Партизанське），是烏克蘭北部的村莊，隸屬日托米爾州的茲維亞赫爾區。該村面積0.43平方公里，海拔高度194米，2001年人口20，人口密度每平方公里46.73人。